# Plagodis subpurpuraria
Plagodis subpurpuraria är en fjärilsart som beskrevs av John Henry Leech 1897. Plagodis subpurpuraria ingår i släktet Plagodis och familjen mätare. Inga underarter finns listade i Catalogue of Life.